# Anadasmus gerda
Anadasmus gerda är en fjärilsart som beskrevs av August Busck 1914. Anadasmus gerda ingår i släktet Anadasmus och familjen plattmalar. Inga underarter finns listade i Catalogue of Life.